# Xylesthia
Xylesthia är ett släkte av fjärilar. Xylesthia ingår i familjen äkta malar.
Kladogram enligt Catalogue of Life:
| Xylesthia | \| \| Xylesthia albicans \| \| \| \| \| \| Xylesthia horridula \| \| \| \| \| \| Xylesthia menidias \| \| \| \| \| \| Xylesthia pruniramiella \| \| \| \| |
|           | \| \| Xylesthia albicans \| \| \| \| \| \| Xylesthia horridula \| \| \| \| \| \| Xylesthia menidias \| \| \| \| \| \| Xylesthia pruniramiella \| \| \| \| |
|           | Xylesthia albicans |
|           | |
|           | Xylesthia horridula |
|           | |
|           | Xylesthia menidias |
|           | |
|           | Xylesthia pruniramiella |
|           | |